# Веслування на байдарках і каное на літніх Олімпійських іграх 2012 — слалом, каное-одиночки (чоловіки)
Змагання з веслувального слалому серед каное-одиночок у чоловіків на літніх Олімпійських іграх 2012 пройшли 29 та 31 липня. Взяли участь 17 спортсменів.
Свою третю золоту медаль виграв француз Тоні Естанге.
Словак Міхал Мартікан п'яті ігри поспіль стає призером у змаганнях каное-одиночок.
Перед фінальним запливом одним з претендентів на перемогу вважався словенець Беньямін Савшек, який у попередніх запливах двічі ставав другим. Але фінальний раунд у словенця абсолютно не вийшов. Під час проходження траси Савшек пропустив двоє воріт і набрав у сумі 108 очок штрафу, що відкинуло словенця на останнє місце.

## Медалісти
| Золото                 | Срібло                       | Бронза                      |
| Тоні Естанге · Франція | Сідеріс Тасіадіс · Німеччина | Міхал Мартікан · Словаччина |

## Змагання

### Кваліфікація
Кваліфікаційний раунд проходить у 2 спроби. Результат у кожній спробі складається з часу, витраченого на проходження траси і суми штрафних очок, які спортсмен отримує за неправильне проходження воріт. Одне штрафне очко дорівнює одній секунді. З 2 спроб вибирається найкращий результат, за яким, виявляються 12 спортсменів з найменшою кількістю штрафних очок, які проходять до півфіналу.
| Місце | Спортсмен               | Спроба 1 | Спроба 1 | Спроба 1   | Спроба 2 | Спроба 2 | Спроба 2 | Результат |
| Місце | Спортсмен               | Час      | Штраф    | Підсумок   | Час      | Штраф    | Підсумок | Підсумок  |
| ----- | ----------------------- | -------- | -------- | ---------- | -------- | -------- | -------- | --------- |
| 1     | Міхал Мартікан (SVK)    | 89,46    | 50       | 139,46     | 90,56    | 0        | 90, 56   | 90,56     |
| 2     | Беньямін Савшек (SLO)   | 90,83    | 0        | 90, 83     | 93,42    | 110      | 203,42   | 90,83     |
| 3     | Такуя Ханеда (JPN)      | 95,13    | 6        | 101,13     | 92,72    | 0        | 92, 72   | 92,72     |
| 4     | Сідеріс Тасіадіс (GER)  | 92,12    | 4        | 96,12      | 90,83    | 2        | 92, 83   | 92,83     |
| 5     | Девід Флоренс (GBR)     | 97,60    | 4        | 101,60     | 93,04    | 0        | 93, 04   | 93,04     |
| 6     | Андер Елосегі (ESP)     | 93,24    | 0        | 93, 24     | 90,60    | 6        | 96,60    | 93,24     |
| 7     | Тоні Естанге (FRA)      | 89,24    | 4        | 93, 24     | 95,20    | 4        | 99,20    | 93,24     |
| 8     | Гжегож Кільянек (POL)   | 99,03    | 2        | 101,03     | 93,50    | 0        | 93, 50   | 93,50     |
| 9     | Станіслав Єжек (CZE)    | 92,09    | 2        | 94, 09     | 102,82   | 104      | 206,82   | 94,09     |
| 10    | Олександр Ліпатов (RUS) | 96,13    | 0        | 96,13      | 93, 51   | 2        | 95, 51   | 95,51     |
| 11    | Тен Чжіцян (CHN)        | 95,68    | 0        | 95, 68     | 94 , 06  | 2        | 96,06    | 95,68     |
| 12    | Кінан Мейлі (AUS)       | 94,07    | 2        | 96, 07     | 92,68    | 6        | 96,68    | 96,07     |
| 13    | Стефано Чіпрессі (ITA)  | 96,40    | 0        | 96, 40     | 95,74    | 4        | 99,74    | 96,40     |
| 14    | Кейсі Ейхвальд (USA)    | 95,04    | 2        | 97, 04     | 98,02    | 4        | 102,20   | 97,04     |
| 15    | Христос Цакмакіс (GRE)  | 111,79   | 54       | 165,79     | 101,22   | 4        | 105, 22  | 105,22    |
| 16    | Себастьян Россі (ARG)   | 101,41   | 8        | 109,41     | 103,52   | 4        | 107, 52  | 107,52    |
| 17    | Рафаїл Вергоязов (KAZ)  | 117,49   | 8        | '125, 49 ' | 119,23   | 106      | 225,23   | 125,49    |

### Півфінал
У півфіналі спортсмени виконували по 1 спробі. У фінал проходили 8 спортсменів з найменшим результатом.
| Місце | Спортсмен               | Результат | Результат | Підсумок |
| Місце | Спортсмен               | Час       | Очки      | Підсумок |
| ----- | ----------------------- | --------- | --------- | -------- |
| 1     | Сідеріс Тасіадіс (GER)  | 98,94     | 0         | 98,94    |
| 2     | Беньямін Савшек (SLO)   | 99,92     | 0         | 99,92    |
| 3     | Тоні Естанге (FRA)      | 101,67    | 0         | 101,67   |
| 4     | Андер Елосегі (ESP)     | 102,04    | 2         | 104, 04  |
| 4     | Міхал Мартікан (SVK)    | 102,04    | 2         | 104,04   |
| 6     | Такуя Ханеда (JPN)      | 104,16    | 0         | 104,16   |
| 7     | Станіслав Єжек (CZE)    | 100,37    | 4         | 104,37   |
| 8     | Кінан Мейлі (AUS)       | 103,49    | 2         | 105,49   |
| 9     | Гжегож Кільянек (POL)   | 102,14    | 4         | 106,14   |
| 10    | Девід Флоренс (GBR)     | 104,16    | 2         | 106,16   |
| 11    | Олександр Ліпатов (RUS) | 105,49    | 2         | 107,49   |
| 12    | Тен Чжіцян (CHN)        | 107,53    | 0         | 107,53   |

### Фінал
| Місце | Спортсмен              | Результат | Результат | Підсумок |
| Місце | Спортсмен              | Час       | Очки      | Підсумок |
| ----- | ---------------------- | --------- | --------- | -------- |
| 1     | Тоні Естанге (FRA)     | 97,06     | 0         | 97,06    |
| 2     | Сідеріс Тасіадіс (GER) | 98,09     | 0         | 98,09    |
| 3     | Міхал Мартікан (SVK)   | 98,31     | 0         | 98,31    |
| 4     | Андер Елосегі (ESP)    | 102,61    | 0         | 102,61   |
| 5     | Станіслав Єжек (CZE)   | 103,73    | 2         | 105,73   |
| 6     | Кінан Мейлі (AUS)      | 107,08    | 0         | 107,08   |
| 7     | Такуя Ханеда (JPN)     | 108,62    | 2         | 110,62   |
| 8     | Беньямін Савшек (SLO)  | 111,95    | 108       | 219,95   |